# Pjotr Anatoljewitsch Guschwin

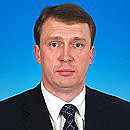
Pjotr Anatoljewitsch Guschwin

Pjotr Anatoljewitsch Guschwin (russisch Пётр Анатольевич Гужвин; * 5. August 1973 in Astrachan, RSFSR, UdSSR) ist ein russischer Politiker.

## Biographie
Guschwin studierte Ingenieurwissenschaften an der Staatlichen Technischen Universität Astrachan und schloss diese im Jahr 1995 ab. 1997 ließ er sich in der Finanzakademie der Regierung der Russischen Föderation zum Spezialisten im Bereich internationale Währungs- und Finanzbeziehungen umschulen.
Die politische Karriere von Guschwin begann 2001, als er zum Abgeordneten der Staatsduma von Astrachan gewählt wurde.
Bei den Parlamentswahlen in Russland 2007 zog Guschwin als Abgeordneter von "Einiges Russland" in die Staatsduma. Bei den darauffolgenden Wahlen 2011 verzichtete er auf eine erneute Teilnahme und verkündete überraschend seinen Abschied von der Politik.

## Sonstiges
Wegen der russischen Invasion der Krim bezeichnete Guschwin Präsidenten Wladimir Putin bereits im Jahr 2014 als Kriegsverbrecher.